# Pedro de Echevers
Pedro de Echevers (Reino de Navarra, Corona de Castilla, Monarquía Hispánica c. 1670s - Guayaquil, Virreinato de Nueva Granada 1744) fue un general y capitán de mar y tierra que ejerció los cargos de alcalde mayor San Salvador (desde 1724 a 1729), y de corregidor de Guayaquil (de 1737 a 1743).

## Biografía
Pedro de Echevers y Subiza González, también mencionado como Pedro González de Echeverz, nació en el Reino de Navarra de la Corona de Castilla, Monarquía Hispánica por la década de 1670s. Se dedicaría a la carrera de las armas, alcanzando el rango de capitán de mar y tierra.
El 31 de enero de 1719, el rey Felipe V lo nombró como corregidor de Santiago Guayaquil, para que tomase posesión luego de Juan Miguel de Vera y Gaztelú. Por lo que se embarcaría hacia el continente americano, asentándose en la Ciudad de Panamá; donde, el 19 de febrero de 1724, debido al fallecimiento del capitán José de Algarate -quien había sido nombrado como alcalde mayor de San Salvador-, María Félix de Herrera (quien era esposa, viuda y heredera de Algarate) le otorgó el título de alcalde mayor que tenía su difunto esposo; debido a lo cual se dirigió a la ciudad de Santiago de Guatemala para ser juramentado, pero por problemas de salud tuvo que ser juramentado en la ciudad de San Miguel.
Ejercería el cargo de alcalde mayor hasta el año de 1729, luego de lo cual se dirigiría a la jurisdicción de la Real Audiencia de Quito, donde se haría cargo de su puesto de corregidor de Guayaquil, desde el 21 de julio de 1737 hasta el año de 1743; quedándose a vivir en la ciudad de Guayaquil, donde ese mismo año de 1743 contraería matrimonio con Nicolasa Lopez de la Flor y Yépez. Fallecería por el año de 1744, luego de lo cual Nicolasa López contraería segundas nupcias con el maestre de Campo José de la Borda y Villaseñor el 13 de agosto de 1745.